# Friedrich Karl Johannes Thiele
Friedrich Karl Johannes Thiele (Racibórz, 13 maggio 1865 – Strasburgo, 17 aprile 1918) è stato un chimico tedesco, noto per le sue ricerche di chimica organica. A lui si deve il tubo di Thiele usato per la determinazione del punto di fusione.
Thiele nacque a Ratibor, in Prussia, nella città ora in Polonia di nome Racibórz. Studiò matematica alla Università di Breslavia, ma in seguito si rivolse alla chimica, ottenendo il dottorato nel 1890 alla Università "Martin Lutero" di Halle-Wittenberg. Insegnò alla Università Ludwig Maximilian di Monaco di Baviera dal 1893 al 1902, quando divenne professore di chimica a Strasburgo, allora facente parte dell'Impero tedesco.
Fu il primo a descrivere nel 1898 la chimica del gliossale bis(guanilidrazone), che sarà poi usato come antitumorale più di 50 anni dopo.
Dopo che nel 1865 Kekulé ebbe proposto la struttura del benzene, Thiele fece l'ipotesi di una valenza parziale, che considerava legami carbonio-carbonio doppi e tripli per spiegare la particolare reattività del benzene. Questo portò nel 1899 a predire l'esistenza della risonanza del benzene, e Thiele propose una struttura di risonanza usando un cerchio tratteggiato per rappresentare i legami parziali. Più tardi il problema fu risolto completamente con l'avvento della meccanica quantistica.
Nel 1899 Thiele fu nominato direttore della chimica organica all'accademia delle scienze di Monaco (Bayerische Akademie der Wissenschaften). Assieme al suo collega Otto Holzinger sintetizzò un nucleo iminodibenzilico: due anelli benzenici connessi da un atomo di azoto e un ponte etilenico. Scoprì la condensazione di chetoni e aldeidi con ciclopentadiene per arrivare a fulveni. Riconobbe anche che queste specie fortemente colorate sono isomeri di derivati del benzene.
Nel 1917 descrisse una apparecchiatura per la misura del punto di fusione, il tubo di Thiele.